# Lindsaea francii
Lindsaea francii är en ormbunkeart som beskrevs av Eduard Rosenstock. Lindsaea francii ingår i släktet Lindsaea och familjen Lindsaeaceae. Inga underarter finns listade.